# Without a Net
Without a Net è un album dal vivo del gruppo rock statunitense Grateful Dead, pubblicato nel 1990. 

## Tracce
Disco 1
1. Feel Like a Stranger – 7:32
2. Mississippi Half-Step Uptown Toodleloo – 8:00
3. Walkin' Blues – 5:44
4. Althea – 6:55
5. Cassidy – 6:36
6. Bird Song – 12:57
7. Let It Grow – 11:55

Disco 2
1. China Cat Sunflower / I Know You Rider – 10:24
2. Looks Like Rain – 8:04
3. Eyes of the World – 16:14
4. Victim or the Crime – 8:04
5. Help on the Way/Slipknot!/Franklin's Tower – 19:07
6. One More Saturday Night – 4:51
7. Dear Mr. Fantasy – 5:44

## Formazione
Gruppo
- Jerry Garcia - chitarra, voce
- Bob Weir - chitarra, voce
- Phil Lesh - basso, voce
- Brent Mydland - tastiere, voce
- Mickey Hart - batteria
- Bill Kreutzmann - batteria

Altri musicisti
- Branford Marsalis - sassofoni (10)